# بودونغ

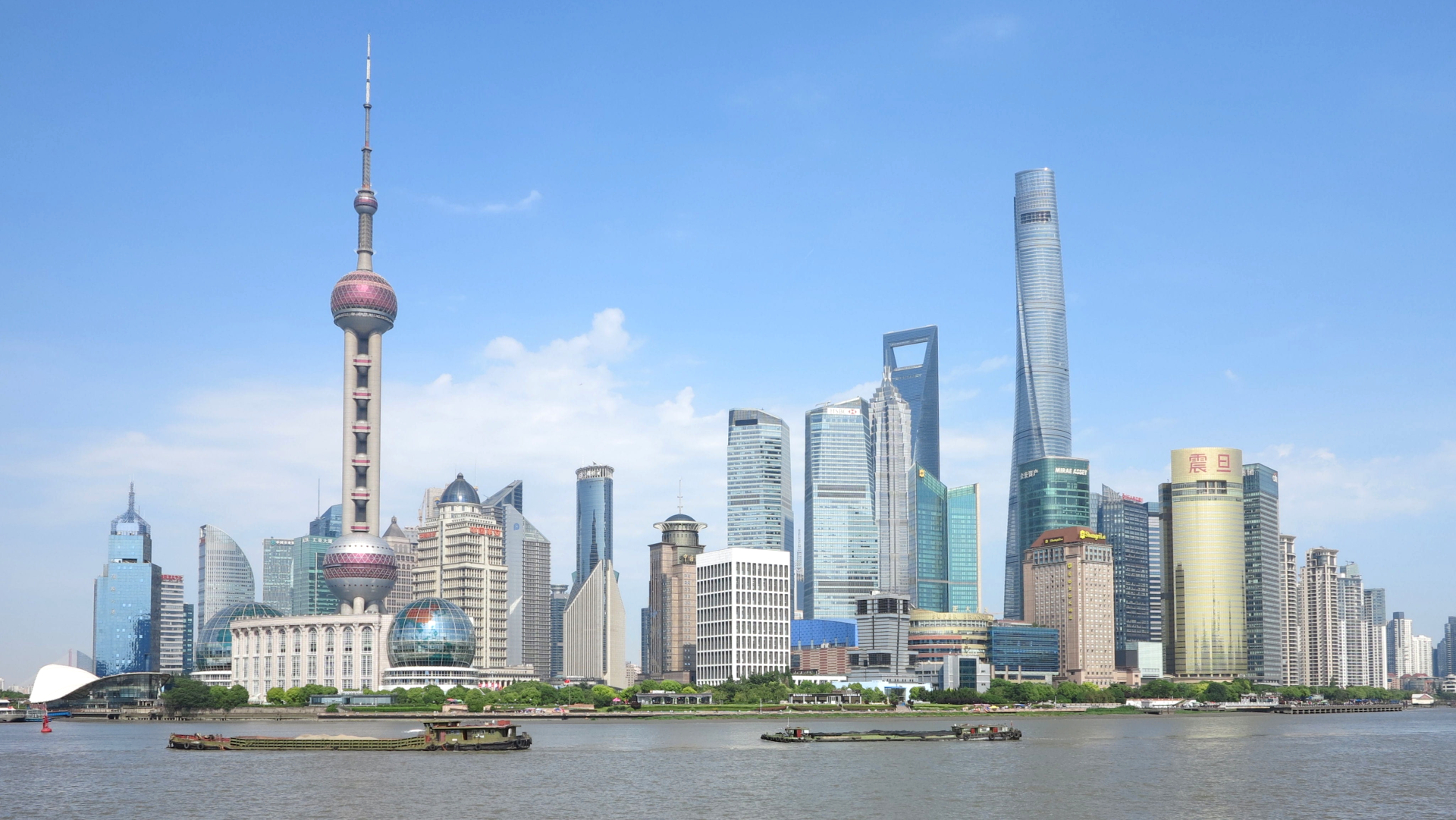

يقع حي «بودونغ» الجديد والذي يبعد عن أحياء مدينة شانغهاي القديمة على الضفة الأخرى من «نهر هوانغبو». وتهدف الحكومة الصينية إلى تنمية حي بودونغ الجديد ثم فتحه على العالم الخارجي، وتتوقع أن يتحول إلى أهم المناطق الاقتصادية على المستوى العالمي والقلب النابض للمدينة. ويتوقع الخبراء أن تصبح مدينة شانغهاي في خلال بضعة سنوات من أكبر مراكز الاقتصاد والمال والتجارة في العالم.